# 波音X-45
X-45無人戰鬥航空載具是由波音幽靈工廠所生產的次世代技術驗證機。該機是國防高等研究計劃署J-UCAS計畫的一部分。

## 發展
波音公司以食肉鳥的研發過程中得到的研究成果開發了X-45。X-45的背側進氣口非常隱蔽，靠近飛機前緣，機身為翼身融合的拉姆達翼設計，並帶有一個小的排氣尾管。該機沒有垂直的操縱面，而是由翼尖上的分裂副翼作為不對稱空氣制動器，以控制航向。無人駕駛的設計使X-45不用安裝座艙以及飛行員維生設施，大幅降低了飛機的成本。飛機可由地面飛行員進行遠端操作，也可由內建電腦控制飛行。

## 子型號

### X-45A
波音公司製造了兩架X-45A，兩架都是等比例縮小的技術驗證機。第一架X-45A由波音幽靈工廠生產，並於2000年9月出廠。該機的目標是測試並驗證使用無人機進行壓制敵方防空任務的可能性。第一代無人戰鬥航空載具主要用空對地打擊，並具有一定程度的空對空能力。X-45A也使用了二維推力向量噴嘴以控制偏航。
第一架X-45A於2002年5月22日首飛，第二架原型機於同年11月出廠。2004年4月18日，X-45A成功的在愛德華空軍基地進行了首次轟炸測試。X-45A在該次任務中投擲的250磅訓練彈準確地擊中了地面目標。2004年8月1日，波音成功的讓一名地面飛行員同時控制兩架X-45A。

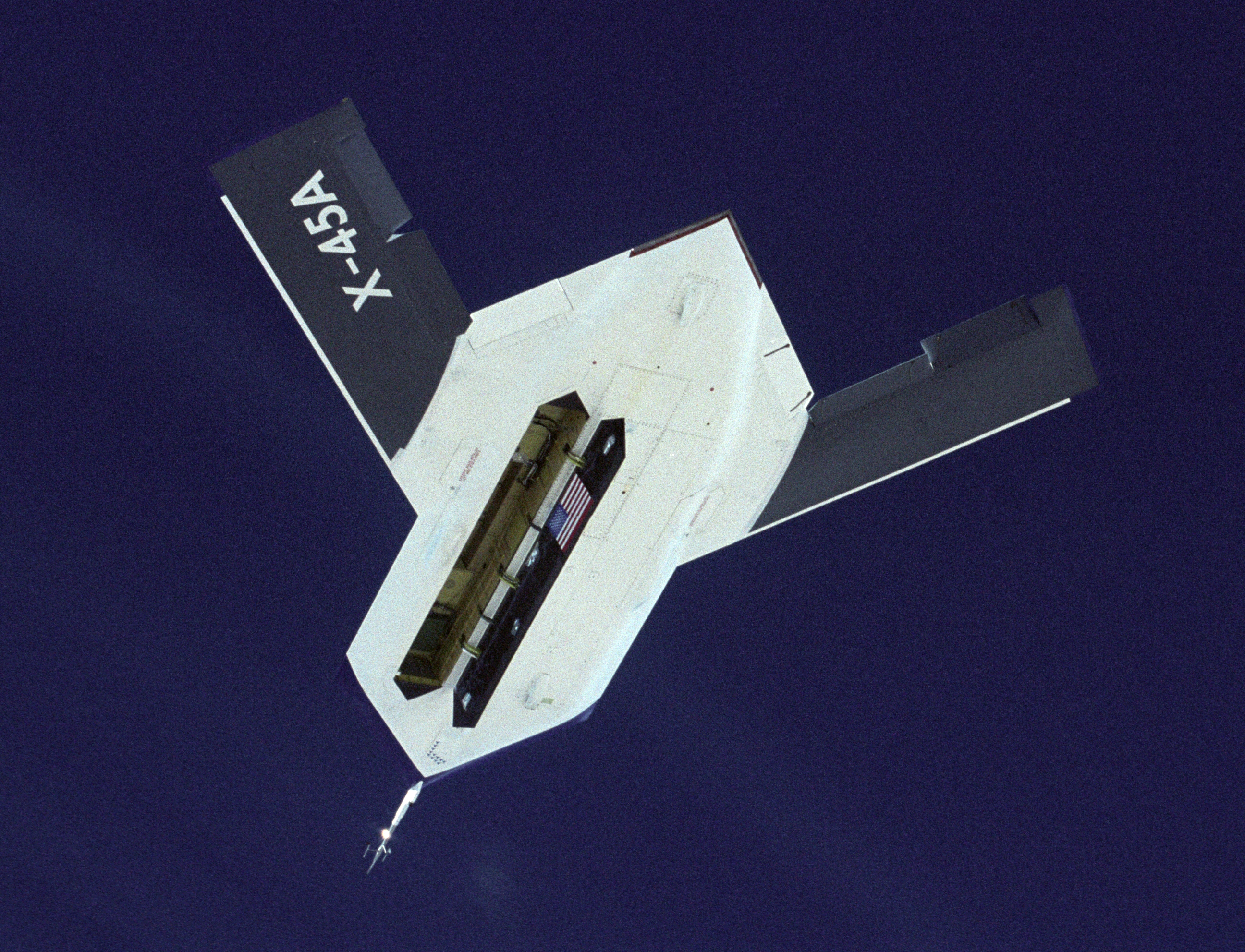
X-45A開啟彈藥倉門

在2005年2月4日的第50趟飛行中，兩架X-45A執行了模擬巡邏任務，並被告知有威脅存在。然後，X-45A的機載電腦會自動判斷哪架無人機最適合執行攻擊任務。做出這一決定後，其中一架X-45A改變了航向，地面飛行員批准了攻擊模擬防空單位的指令。成功攻擊了第一個目標之後，另一個偽裝的模擬威脅出現了，隨後被第二架X-45A摧毀。該次試驗證明了這些無人飛行載具具有自主作業、資源管理以及發現目標並接戰的能力。這比遵循預定的攻擊計畫要困難得多。
在所有的測試結束後，兩架X-45A被分別送到美國國家航空太空博物館與美國空軍國家博物館，並在這兩所博物館展出至今。

### X-45B/C

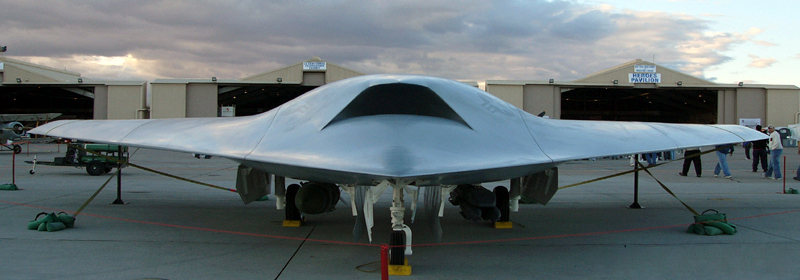
航展中展出的X-45C模型

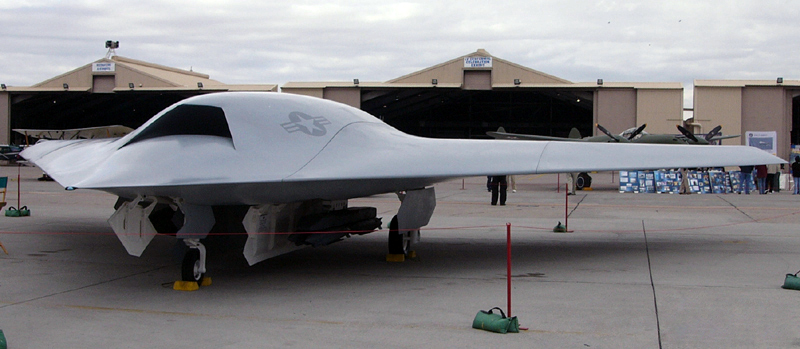
X-45C的側面

經過升級後，X-45C有著比X-45A更大的燃料裝載量，並可將作戰距離提升至原來的三倍。X-45B/C與X-45A最明顯的差異在X-45B/C的機翼前緣延長至機鼻，使機體擁有更大的翼面積。此種設計與B-2幽靈戰略轟炸機極為相似。第一架X-45C於2006年出廠，並在2007年初進行試飛。波音預計在2010年完成X-45C與KC-135空中加油機的自動空中加油測試。波音也經常在許多航展中展示X-45C的模型。
X-45C計劃在2004年10月從國防高等研究計劃署（DARPA）獲得了7.67億美元，用於生產3架原型機並測試相關的功能。該機使用了一具F404渦輪扇發動機。2005年7月，DARPA向該計畫追加撥款1.75億美元以研發自動空中加油技術。
2006年3月2日，美國空軍決定中止X-45的研發計畫。波音公司轉而將X-45原型機用以參與美國海軍艦載無人機計畫的競標。此即X-45N。

### X-45N
X-45N是波音公司用來參與無人戰鬥航空系統驗證計畫的機型。美國海軍在美國空軍停止向J-UCAS計畫撥款後就啟動了自己的無人機研製計畫。海軍在2006年夏季訂出了技術指標需求，並在2007年4月向國會提交了提案。
波音公司原預定在2008年11月進行X-45N的首飛，但由於諾斯羅普·格魯曼公司的X-47B贏得美國海軍的研發合約，X-45N計畫被終止。
波音在F/A-18F上安裝了為X-45N編寫的自動起降程式，並用於測試F/A-18的自動起降功能。超級大黃蜂預計將能夠在2009年獲得在航艦上自動降落的能力，為艦載無人機的運行奠定基礎。

### 幻影鰩
波音公司計劃開發一種用於測試先進航空系統技術的無人飛行試驗平台。該計劃被稱為幻影鰩，使用波音公司最初為美國國防高等研究計劃署J-UCAS計畫開發的X-45C原型機。該機並未參與任何美國政府的投標。

## 規格（X-45A）

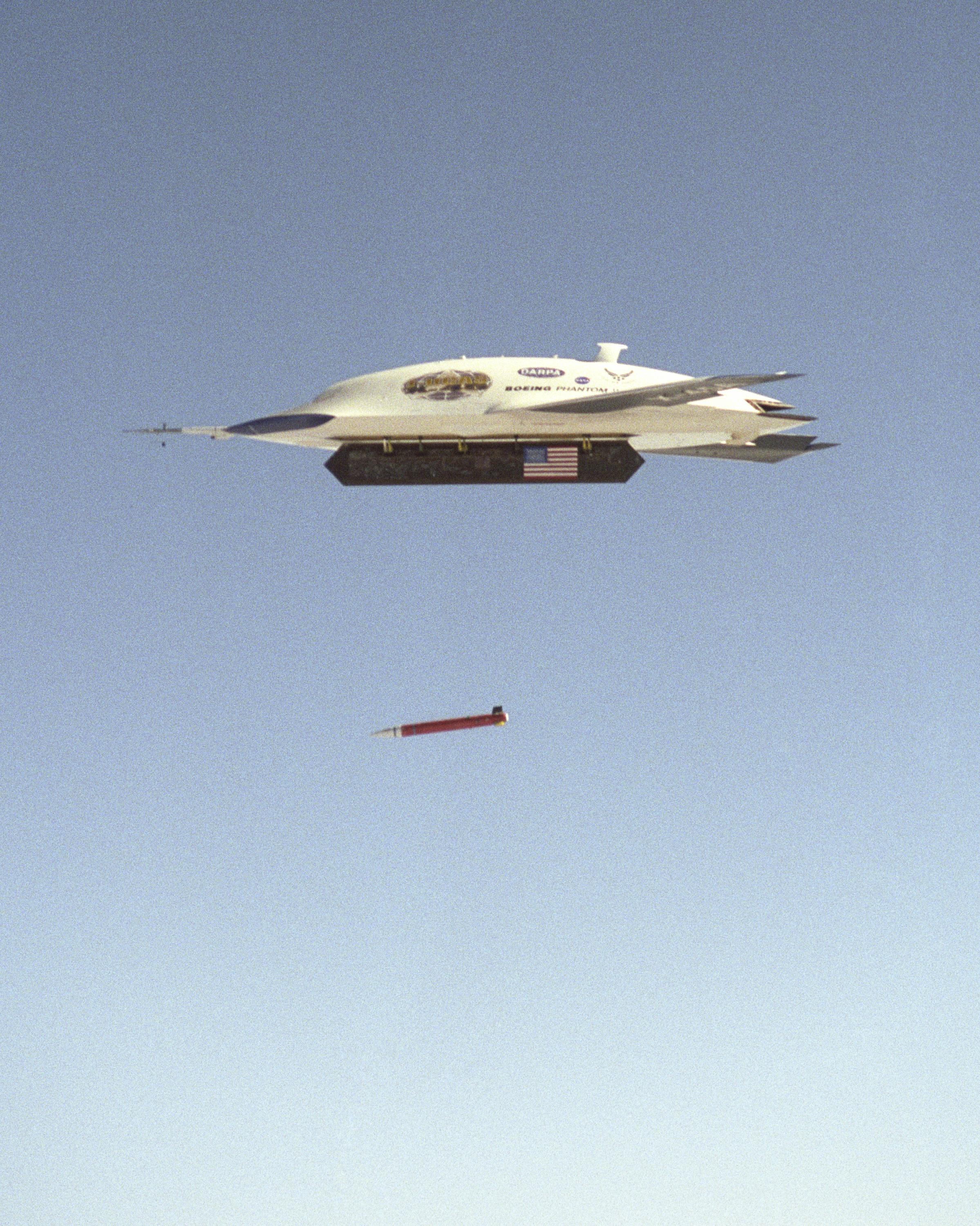
X-45投擲GPS導引炸彈

資料來源

### 一般資料
- 製造商：波音
- 乘員：0（無人機）
- 翼展：10.31公尺（33英尺10英吋）
- 高度：2.03公尺（6英尺8英吋）
- 空重：3629公斤（8000磅）
- 發動機：ㄧ具國際渦輪引擎公司（International Turbine Engine Company，ITEC）／漢威聯合國際公司（Honeywell International）F124-GA-100渦輪扇發動機，26.8 kN（6,000 lbf）

### 性能
- 實用升限：12000公尺（40000英尺）
- 最大速度：919公里/小時（571英里/小時）
- 滯空時間：4小時
- 轉場距離：1300海浬（2400公里，1500英里）
- 作戰半徑：325海浬（602公里，374英里）

### 武裝掛載
- 硬掛載點：共8個，可掛載聯合直接攻擊彈藥或GBU-39小直徑炸彈

## 外部連結
- Boeing X-45 Site
- X-45 Video Collection
- NASA Dryden X-45A UCAV Photo Collection
- First bombing run test is a success （页面存档备份，存于）
- Composites combat ready in UCAVs
- Boeing X-45 / X-46 page on designation-systems.net （页面存档备份，存于）
- Photograph; X-45C unfinished prototype （页面存档备份，存于）
- X-45C/N computer-rendered images （页面存档备份，存于）
- Boeing 'Phantom Eye' Hydrogen Powered Vehicle Takes Shape （页面存档备份，存于）